# Ono no Michikaze

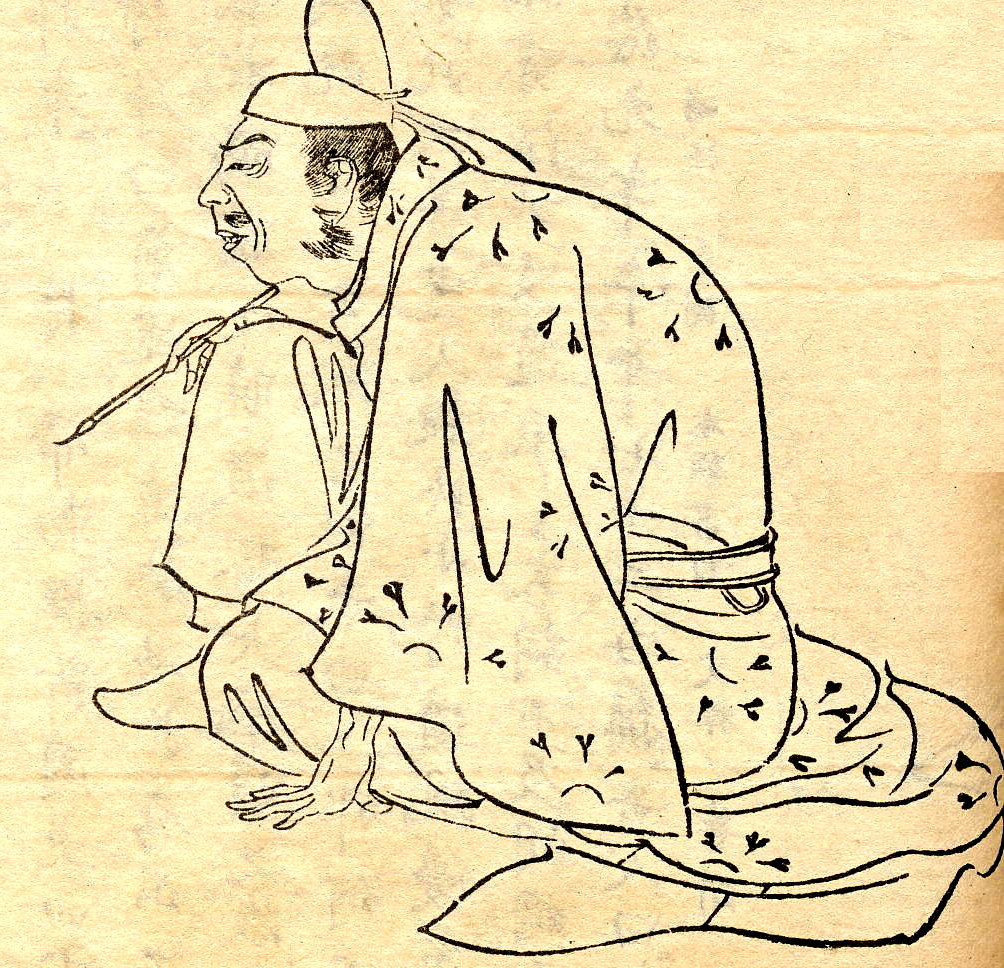
Ono no Michikaze

Ono no Michikaze u Ono no Tōfū (小野の道風, 894-966) fue un célebre shodōka (calígrafo japonés) que vivió durante el periodo Heian, así como uno de los llamados Sanseki 三跡 (Tres Marcas [de Pincel]), junto con Fujiwara no Sukemasa y Fujiwara no Yukinari. Michikaze es considerado el fundador del estilo caligráfico japonés o wayōshodō (和様書道).

## Vida
Michikaze nació en lo que hoy día es Kasugai, en prefectura de Aichi. Fue nieto de un poeta cortesano, Ono no Takamura. Fue oficial del gobierno, poeta y calígrafo. Proporcionó servicios caligráficos muy distinguidos a tres emperadores a lo largo de su carrera: Daigo (que reinó entre 897 y 930), Shuzaku (930-946) y Murakami (946-967). La fama de Michikaze le permitió ofrecer sus servicios, a la edad de veintisiete años, en el Seiryōden, el palacio residencial de la corte imperial.
Como reconocimiento de su habilidad, el emperador Daigo ofreció al monje budista Kanken dos volúmenes de obras de Michikaze en 927 y le encomendó viajar a China para divulgar sus progresos caligráficos a los chinos.
Para cuando murió, Michikaze había perdido gran parte de su vista.

## Obras

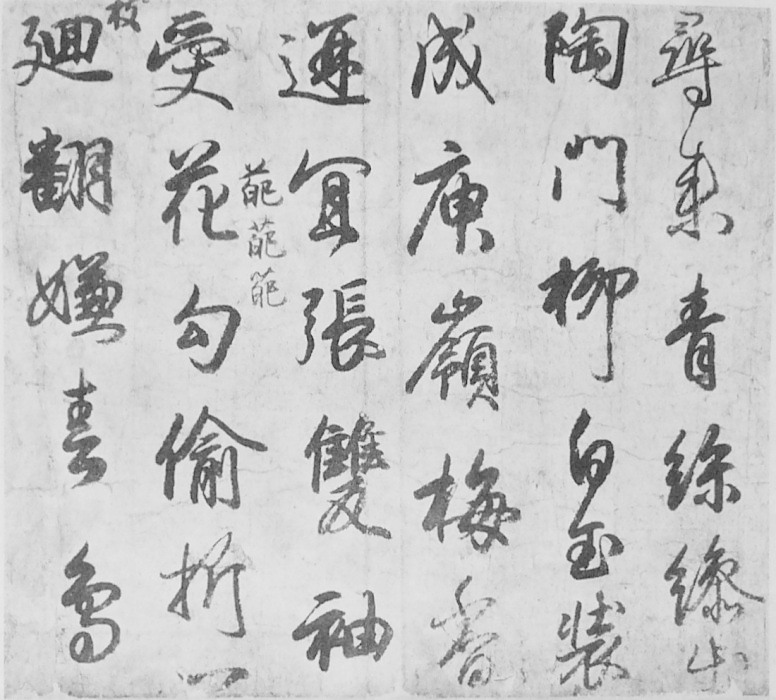
Esbozo para una inscripción en un biombo.

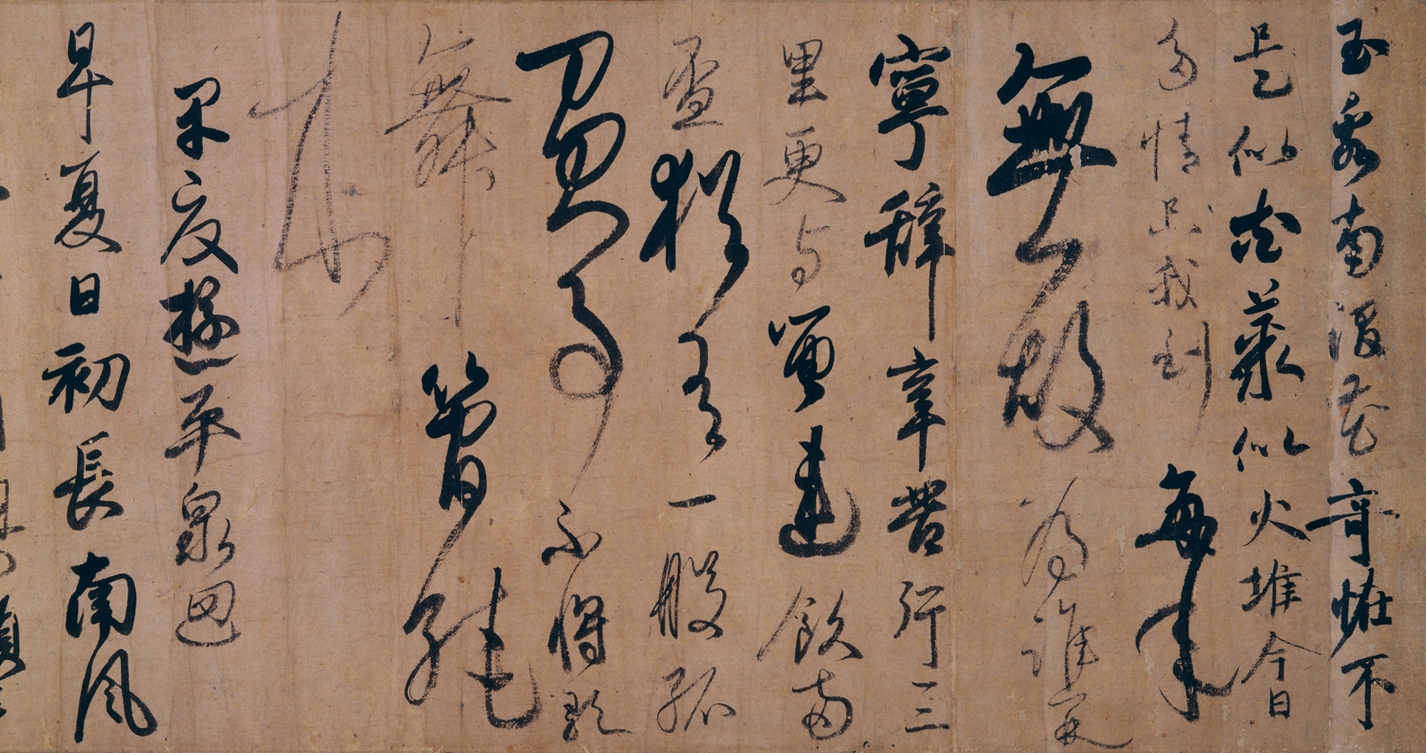
Inicio del Gyokusen-jō.

Michikaze inició el proceso de niponización de la caligrafía, arte que se había importado de China alrededor del siglo V. Sus obras muestran cierta influencia del estilo del legendario calígrafo chino Wang Xizhi; sin embargo, aportó un refinamiento personal que dio lugar a un aspecto más suave y con una mayor libertad de movimiento que la que se estilaba en la más estricta caligrafía china. Michikaze creó pues la caligrafía de estilo japonés (wayō) que posteriormente fue depurada por otros dos maestros, Fujiwara no Sukemasa y Fujiwara no Yukinari. El wayō fue acreditado y utilizado como forma de arte puramente japonesa, hasta mediados del siglo XIX.
Michikaze mostró una gran diligencia en sus obras, con formas de caracteres grandiosas y líneas poderosas. Ninguna de las obras de Michikaze en kana se ha conservado; por el contrario, hay muchas obras en kanji que están atribuidas a Michikaze, pero solo unas pocas lo están con seguridad. Una de las obras conocidas que están atribuidas a Michikaze aunque con poca evidencia es un esbozo para una inscripción en un biombo, aunque hoy día se conserva en forma de rollo de mano en el Museo Nacional de Tokio. La obra fue realizada con un estilo semicursivo (gyōsho) y consiste en diez poemas de un contemporáneo de Michikaze, Ōe no Asatsuna.
La colección también contiene su otra obra maestra, el rollo de mano Gyokusen-jō, que contiene poemas. También se atribuyen a Michikaze numerosos kohitsu-gire (célebres trabajos caligráficos) del periodo Heian, entre los cuales se encuentra un rollo con 49 poemas waka del duodécimo volumen, «Poemas de amor» de la antología poética de principios del periodo Heian, Kokin Wakashū. Entre sus últimas obras caben destacar once epístolas, en una de las cuales se lamenta de la evanescencia de la vida.